# جيف موس
جيف موس (بالإنجليزية: Jeff Moss)‏ يعرف أيضاً بـدارك تانجنت مواليد 1 يناير 1975 في كاليفورنيا، الولايات المتحدة، هو هكر، وخبير في أمن الحاسوب، أمن الإنترنت ومؤسس مؤتمري ديف كون وبلاك هات لهكر الحاسوب.

## السيرة الذاتية
تلقى جيف أول جهاز كمبيوتر خاص به في سن 10 سنوات. وفتن به لأنه لم يكن لديه ما يكفي من العمر لقيادة السيارة أو الانتخاب، لكنه تمكن من الدخول في محادثات مع أناس كبار في جميع أنحاء البلاد. وانفتح جيف على عالم أوسع بكثير حيث كانت نوعية أفكارك وحججك هي ما يهم.
تخرج موس من جامعة قونزاقا حاصلاً على درجة البكالوريوس في العدالة الجنائية. وعمل لإرنست ويونغ، LLP في قسم أمن نظم المعلومات، وكان مديراً في شركة الحوسبة الآمنة حيث ساعد في إنشاء إدارة الخدمات الفنية في الولايات المتحدة وآسيا، وأستراليا.
يقطن موس حاليا في سياتل، حيث يعمل مستشارا أمنيا للشركة التي استأجرت لاختبار أنظمة الكمبيوتر الشركات الأخرى. وقد تم استجوابه بشأن قضايا من بينها الوضع الإنترنت بين الولايات المتحدة والصين، خداع وتهديدات البريد الإلكتروني الأخرى وتوظيف المتسللين في القدرات المهنية، بما في ذلك في مجال إنفاذ القانون.
- في عام 2005 باعت جيف موس قبعة سوداء لCMP وسائل الإعلام، وهي شركة تابعة لشركات وسائل الإعلام المتحدة المملكة المتحدة مقرا لها، مقابل نحو 13900000 $ دولار أمريكي. لم تكن مدرجة DEF CON في بيع.
- موس هو أيضا عضو في مجلس العلاقات الخارجية (CFR). مجلس العلاقات الخارجية هي منظمة غير حزبية عضوية مستقلة، والتفكير دبابات، والناشر. جيف، عندما تكون في واشنطن العاصمة، هو يصاحب الاجتماع الدوري.
- في عام 2009 أدى اليمين الدستورية موس في المجلس الاستشاري الأمن الداخلي لإدارة باراك أوباما.
- في 28 أبريل 2011 جيف موس عين الرئيس التنفيذي للالأمن ICANN. [9]
- في يوليو 2012، الأمين جانيت نابوليتانو توجه المجلس الاستشاري الأمن الداخلي لتشكيل فرقة العمل المعنية CyberSkills في استجابة للطلب المتزايد للحصول على أفضل وألمع في مجال الأمن السيبراني في جميع أنحاء الصناعة والأوساط الأكاديمية والحكومية. أجرت فرقة العمل، يشترك في رئاسته جيف موس وآلان Paller، مقابلات مكثفة مع خبراء من الحكومة والقطاع الخاص، والأوساط الأكاديمية في تطوير توصياتها لتنمية المهارات الفنية المتقدمة للأمن السيبراني القوى العاملة DHS وتوسيع خط أنابيب الوطني للرجال والنساء مع هذه المهارات الأمن السيبراني. في 1 أكتوبر، وافق بالإجماع HSAC إرسال توصيات فرقة العمل إلى الأمين.
- في أكتوبر 2013، أعلن جيف أنه سيتم تنحيه عن منصبه في ICANN في نهاية عام 2013.
- في عام 2013، تم تعيين جيف كزميل باحث غير مقيم في المجلس الأطلسي، ويرتبط مع مبادرة فن الحكم سايبر، داخل مركز برنت سكوكروفت على الأمن الدولي. [10]
- في عام 2014، انضم جيف جامعة جورج تاون كلية اللجنة الاستشارية للأمن السيبراني القانون.

## وصلات خارجية
- الموقع الإلكتروني